# Ben Donich
Ben Donich är ett berg i Storbritannien.   Det ligger i kommunen Argyll and Bute och riksdelen Skottland, i den nordvästra delen av landet, 600 km nordväst om huvudstaden London. Toppen på Ben Donich är 847 meter över havet, eller 555 meter över den omgivande terrängen. Bredden vid basen är 8,8 km.
Terrängen runt Ben Donich är huvudsakligen kuperad.Runt Ben Donich är det mycket glesbefolkat, med 4 invånare per kvadratkilometer. Närmaste större samhälle är Garelochhead, 13,2 km söder om Ben Donich. I omgivningarna runt Ben Donich växer i huvudsak blandskog.